# Shikishi Naishinnō
La princesse Shikishi Naishinnō (式子内親王), morte en 1201, est une poétesse médiévale japonaise, de la fin de l'époque de Heian au début de l'époque de Kamakura. Elle est la troisième fille de l'empereur Go-Shirakawa (1127-1192) qui règne de 1155 à 1158. En 1159, Shikishi, qui ne s'est pas mariée, entre au service comme une prêtresse saiin du sanctuaire Kamo à Kyoto. Elle quitte le sanctuaire après un certain temps, et devient bhikkhuni vers la fin de sa vie.
Shikishi est créditée de 49 poèmes dans le Shin Kokin Shū, une collection de quelque 2 000 œuvres populaires compilées au début de l'époque de Kamakura, et de nombreux autres poèmes inclus dans le Senzai Wakashū, compilé à la fin de l’époque de Heian pour commémorer l'ascension de l'empereur Go-Shirakawa, ainsi que dans d'autres compilations plus tardives.
Son nom est parfois prononcé Shokushi. Elle est aussi appelée princesse Shokushi, princesse Shikiko ou princesse Noriko, selon la combinaison Kun’yomi et On’yomi. Son titre, Naishinnō (内親王), signifie « princesse impériale ».